# Адміністративний поділ Мексики
Мексиканські Сполучені Штати (ісп. Estados Unidos Mexicanos) — федеративна республіка, що складається з 32 федеральних утворень: 31 штату та Мехіко, автономного утворення. Відповідно до Конституції 1917 року штати федерації є вільними і суверенними в усіх питаннях, що стосуються їхніх внутрішніх справ. Кожен штат має власний конгрес і конституцію.

## Федеральні одиниці Мексики
| Федеральний округ Баха- Каліфорнія Баха- Каліфорнія- Сур Веракрус Дуранго Ґуа Герреро Іда. Кампече Кінтана-Роо Коауїла Коліма Мічоакан Наярит Нуево-Леон Оахака Пуе Сакатекас Сан-Луїс-Потосі Сіналоа Сонора Табаско Тамауліпас Халіско Чіапас Чіуауа Юкатан — Агуаскальєнтес — Керетаро — Мехіко — Морелос — Тласкала |

| №   | Назва українською   | Назва іспанською    | Столиця українською      | Столиця іспанською | Дата приєднання як штат | Населення (2005) | Площа (км²) |
| 1.  | Агуаскальєнтес      | Aguascalientes      | Агуаскальєнтес           | Aguascalientes     | 1835                    | 1 051 000        | 5 625       |
| 2.  | Веракрус            | Veracruz            | Халапа-Енрикес           | Xalapa             | 1824                    | 7 081 000        | 71 856      |
| 3.  | Герреро             | Guerrero            | Чильпансінго             | Chilpancingo       | 1849                    | 3 116 000        | 63 618      |
| 4.  | Гуанахуато          | Guanajuato          | Гуанахуато               | Guanajuato         | 1824                    | 4 893 000        | 30 621      |
| 5.  | Дуранго             | Durango             | Вікторія-де-Дуранго      | Durango            | 1824                    | 1 489 000        | 123 367     |
| 6.  | Ідальго             | Hidalgo             | Пачука                   | Pachuca            | 1869                    | 2 334 000        | 20 856      |
| 7.  | Кампече             | Campeche            | Кампече                  | Campeche           | 1858                    | 751 000          | 57 727      |
| 8.  | Керетаро            | Querétaro           | Керетаро                 | Querétaro          | 1824                    | 1 593 000        | 11 658      |
| 9.  | Кінтана-Роо         | Quintana Roo        | Четумаль                 | Chetumal           | 1974                    | 1 134 000        | 42 535      |
| 10. | Коауїла             | Coahuila            | Сальтільйо               | Saltillo           | 1824 1                  | 2 475 000        | 151 445     |
| 11. | Коліма              | Colima              | Коліма                   | Colima             | 1857                    | 562 000          | 5 627       |
| 12. | Мехіко              | México              | Толука                   | Toluca             | 1824                    | 14 161 000       | 22 333      |
| 13. | Мічоакан            | Michoacán           | Морелія                  | Morelia            | 1824                    | 3 988 000        | 58 667      |
| 14. | Морелос             | Morelos             | Куернавака               | Cuernavaca         | 1869                    | 1 605 000        | 4 892       |
| 15. | Наярит              | Nayarit             | Тепік                    | Tepic              | 1917                    | 943 000          | 27 862      |
| 16. | Баха-Каліфорнія     | Baja California     | Мехікалі                 | Mexicali           | 1952                    | 2 842 000        | 71 546      |
| 17. | Баха-Каліфорнія-Сур | Baja California Sur | Ла-Пас                   | La Paz             | 1974                    | 517 000          | 73 943      |
| 18. | Нуево-Леон          | Nuevo León          | Монтеррей                | Monterrey          | 1824 2                  | 4 164 000        | 64 203      |
| 19. | Оахака              | Oaxaca              | Оахака                   | Oaxaca             | 1824                    | 3 522 000        | 93 343      |
| 20. | Пуебла              | Puebla              | Пуебла                   | Puebla             | 1824                    | 5 391 000        | 34 251      |
| 21. | Сакатекас           | Zacatecas           | Сакатекас                | Zacatecas          | 1824                    | 1 357 000        | 75 416      |
| 22. | Сан-Луїс-Потосі     | San Luis Potosí     | Сан-Луїс-Потосі          | San Luis Potosí    | 1824                    | 2 412 000        | 61 165      |
| 23. | Сіналоа             | Sinaloa             | Кульякан                 | Culiacán           | 1831 3                  | 2 610 000        | 57 331      |
| 24. | Сонора              | Sonora              | Ермосійо                 | Hermosillo         | 1831 3                  | 2 384 000        | 179 516     |
| 25. | Табаско             | Tabasco             | Вільяермоса              | Villahermosa       | 1824                    | 2 013 000        | 24 747      |
| 26. | Тамауліпас          | Tamaulipas          | Сьюдад-Вікторія          | Ciudad Victoria    | 1824 2                  | 3 020 000        | 80 148      |
| 27. | Тлашкала            | Tlaxcala            | Тласкала-де-Хікотенкатль | Tlaxcala           | 1857                    | 1 061 000        | 3 997       |
| 28. | Федеральний округ   | Distrito Federal    | Мехіко                   | México             | 1824                    | 8 720 916        | 1 479       |
| 29. | Халіско             | Jalisco             | Гвадалахара              | Guadalajara        | 1824                    | 6 652 000        | 78 630      |
| 30. | Чіапас              | Chiapas             | Тустла-Ґутьєррес         | Tuxtla Gutiérrez   | 1824                    | 4 256 000        | 73 681      |
| 31. | Чіуауа              | Chihuahua           | Чіуауа                   | Chihuahua          | 1824                    | 3 238 000        | 247 487     |
| 32. | Юкатан              | Yucatán             | Ме́рида                   | Mérida             | 1824 4                  | 1 903 000        | 39 671      |

1Приєднався до федерації під назвою Коауїла і Техас. Після виділення округу Бехар в 1833 році у окремий штат Техас та отримання ним фактичної незалежності в 1836 році, назва штату була змінена на Коауїла. Протягом короткого часу в 1856 році Нуево-Леон анексував Коауїлу для проведення референдуму з питання незалежності від Мексики. Після поразки сепаратистів Коауїла була знову відділена від Нуево-Леона.
2Нуево-Леон, Тамауліпас і Коауїла оголосили свою незалежність від Мексики, яка протрималася де факто (але ніколи не була визнана де юре) протягом періоду менш ніж 250 днів. Після поразки сепаратистських сил вони знову приєдналися до Мексики.
3В 1824 приєдналися до союзу як штат Сонора і Сіналоа, якій отримав нову офіційну назву Штат Заходу (Estado de Occidente). В 1830 штат розділився на два, які, після ратифікації своїх конституцій, знову приєдналися до Мексики в 1831 році як окремі штати Сонора і Сіналоа.
4Юкатан спочатку приєднався до федерації в 1824 році, але двічі отримував незалежність де юре (у 1841—1843 і y 1846—1848 роках), коли була утворена Республіка Юкатан у складі сучасних територій штатів Юкатан, Кампече і Кінтана-Роо. В 1848 остаточно приєднався до федерації.